# Theodor Ziehen
Georg Theodor Ziehen, född 12 november 1862 i Frankfurt am Main, död den 29 december 1950 i Wiesbaden, var en tysk psykiater och psykolog.
Ziehen blev extra ordinarie professor i psykiatri i Jena 1892, ordinarie professor i Utrecht 1900, i Halle an der Saale 1903, i Berlin 1904, drog sig 1912 tillbaka, bosatte sig i Wiesbaden, men blev 1917 åter professor i Halle. 
Han var en av de främsta representanterna för associationspsykologin. Utöver nedanstående huvudarbeten förtjänar hans undersökningar av hjärnans byggnad hos valarna (tillsammans med Willy Kükenthal, 1892) och hos kloak- och pungdjuren (1897-1906) att nämnas.